# Старая Добруджа
Старая Добруджа (рум. Dobrogea Veche, Доброджя-Веке) — село в Сынжерейском районе Республики Молдова. Является административным центром коммуны Старая Добруджа, включающей также сёла Котовка и Новая Добруджа.

## География
Село расположено на высоте 221 метров над уровнем моря.

## История
Село основано в 1918 году русскими старообрядцами из села Покровка. В 1922—1927 годах была построена старообрядческая церковь Успения Пресвятой Богородицы.
В Великой Отечественной войне приняло участие 75 старообрядцев из Старой Добруджи, 38 из них погибли. В 1983 году в селе был открыт мемориал воинской славы.
С 31 января 1952 года по 15 июня 1953 года район входил в состав Бельцкого округа, 9 января 1956 года в состав Сынжерейского района передана большая часть территории упразднённого Кишкаренского района. Тогда же район получил название Лазо́вский.
В 1972 году колхоз Старой Добруджи преобразован в семеноводческий совхоз «Заря», который специализировался на производстве элитных семян кукурузы, зерновых, сахарной свеклы. В 1990-х годах село стало один из крупнейших центров по производству кустов розы на постсоветском пространстве. Ежегодно в селе производится от 2,5 до 10 млн. кустов роз.

## Население
По данным переписи населения 2004 года, в селе Доброджя-Веке проживает 1181 человек (561 мужчина, 620 женщин).
Этнический состав села:
| Национальность | Число жителей | Процентный состав |
| -------------- | ------------- | ----------------- |
| русские        | 1009          | 85.44             |
| украинцы       | 86            | 7.28              |
| молдаване      | 80            | 6.77              |
| болгары        | 3             | 0.25              |
| евреи          | 1             | 0.08              |
| прочие         | 2             | 0.17              |
| Всего          | 1181          | 100 %             |